# معركة دجلة
كانت معركة نهر دجلة اشتباكًا بين ديادوتشي سلوقس وجنرال أنتيجونيد نيكانور ، على الضفة الجنوبية لنهر دجلة في عام 311 قبل الميلاد. كان نيكانور في طريقه لإستعادة مدينة بابل من سلوقس ، لكنه هُزم عندما فاجأه سلوقس بالهجوم على معسكره أثناء الليل ، مما أجبر أنتيغونوس على وقف الأعمال العدائية مع الديادوتشي الآخر ، (بطليموس ، كاساندر وليسيماخوس) بالترتيب لتركيز جهوده على استعادة مدينة بابل بنفسه.

## الحملة
بعد هزيمة ديمتريوس في غزة عام 312 قبل الميلاد ، اندفع سلوقس مع عدد قليل من الجنود إلى مزرعته القديمة في بابل ، في طريقه لتجنيد بعض الجنود ، ربما دروع فضية في حران ، واستأنف تقدمه لاستعادة بابل. عند سماع هذه الأخبار ، قام نيكانور ، المرزبان الشرقي بقيادة أنتيغونوس، بتجميع جيش مكون من 10000 مشاة و 7000 سلاح فرسان ، مع وحدة كبيرة تحت قيادة إيجوراس ، مرزبان بلاد فارس ، وربما الدروع الفضية المتبقية الذين نفيهم أنتيغونوس إلى أراكوسيا في 316 قبل الميلاد. بعد تجميع جيشه ، سار غربًا ، نحو سلوقس الذي لم يستطع جمع أكثر من 3400 جندي ، غالبيتهم من المشاة ، لذلك قرر أن يوقف تحركات نيكانور وانتظره لعبور نهر دجلة مختبئًا في منطقة المستنقعات المحيطة به.

## المعركة
عبر نيكانور النهر مع جزء من جيشه وأقام معسكرًا لليل. تم حراسة المعسكر بشكل خفيف لأن نيكانور اعتقد أن سلوقس قد هرب ، كما تم فصله عن القوة الرئيسية التي لم تعبر النهر بعد ؛ بعد رؤية الفرصة ، هاجمه سلوقس أثناء الليل ، وأخذ نيكانور فجأةً ، في القتال ، قُتل اوجوراس وهرب جنوده الفارسيون من ساحة المعركة أو استسلموا لسلوقس ، كان جيش نيكانور غارقًا ، لكنه تمكن من الهرب. معظم الجنود المتبقين إما انضموا إلى سلوقس أو فروا. 

## ما بعد المعركة
جاءت أنباء انتصار سلوقس مفاجأة في الغرب وأدت إلى تغيير في التحالفات السياسية ، مما أدى إلى إنهاء السلام.  عندما أُبلغ أنتيجونوس بالمعركة ، أمر ابنه ديميتريوس مع 19000 جندي باستعادة بابل ، لكن سلوقس كان في وضع أقوى بكثير حيث انضم العديد من جنود نيكانور إلى صفوف السلوقيين بعد المعركة.